# Incenso

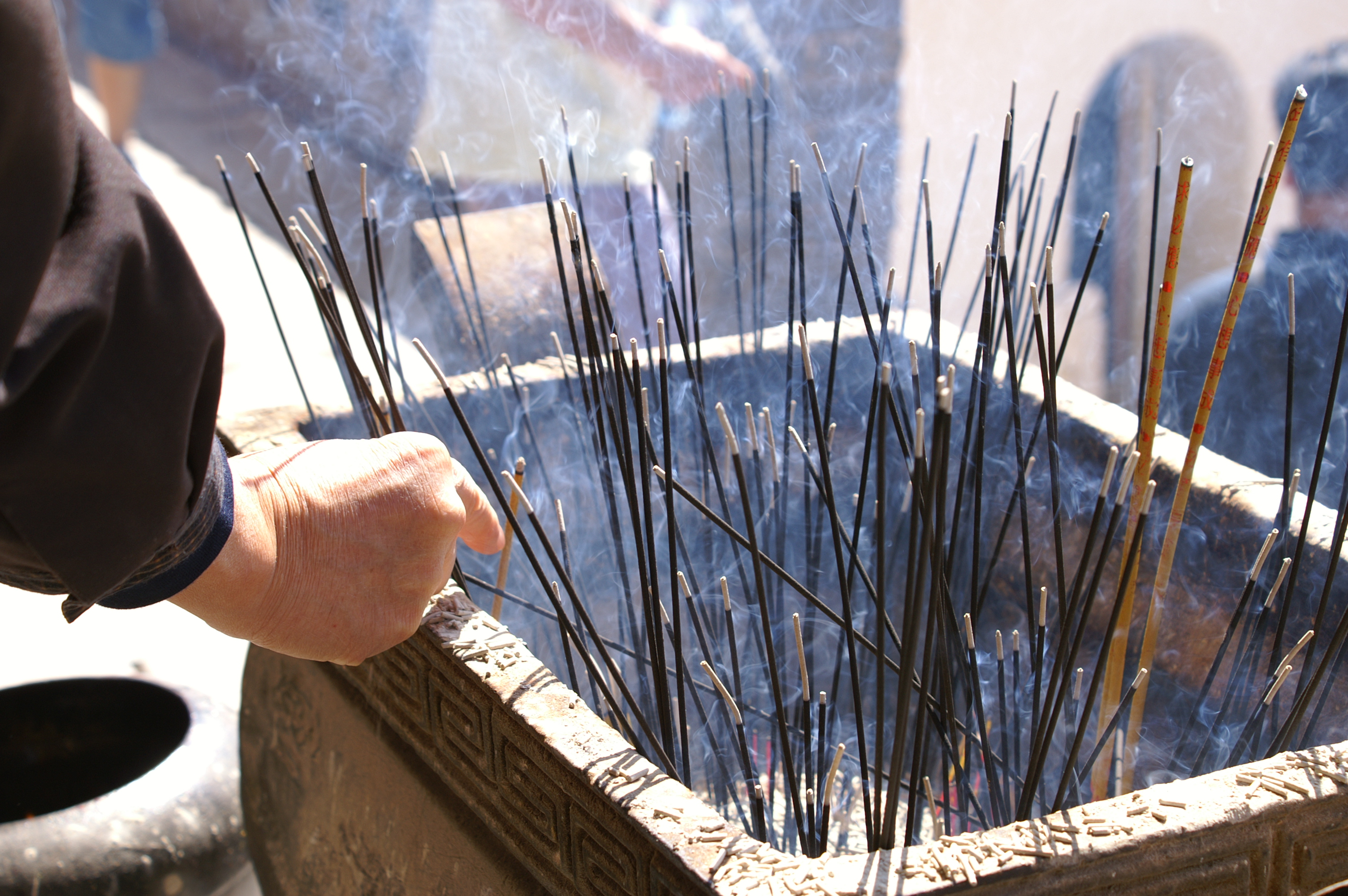
Incenso

Incenso (em latim, incendere: "queimar") é composto por materiais aromáticos chamados bióticos (originado por seres vivos - no caso, plantas) que liberam fumaça perfumada quando queimados. O "incenso" refere-se à substância em si, mais do que o cheiro que ela produz. Ele é usado em cerimônias religiosas, rituais de purificação, aromaterapia, meditação, para a criação de um estado de espírito, e para mascarar algum mau odor. O uso do incenso se originou no Antigo Egito, onde as resinas de goma e resinas oleosas de árvores aromáticas foram importadas das costas da Arábia e Somália para serem usadas em cerimônias religiosas.
O incenso é composto por materiais provenientes de plantas aromáticas, muitas vezes combinados com óleos essenciais. As formas do incenso tem mudado com os avanços da tecnologia, as diferenças de cultura subjacente, e com a diversidade nas razões para queimá-lo. Os dois principais tipos geralmente podem ser divididos em "queima indireta" e "queima direta". O incenso de queima indireta, também chamado de "incenso não-combustível", requer uma fonte separada de calor, uma vez que não é capaz de queimar-se. O incenso de queima direta, também chamado de "incenso combustível", é aceso diretamente por uma chama  e depois se espalha, a brasa do incenso irá arder e liberar a fragrância. Exemplos de incenso de queima direta são as varas de incenso, cones ou pirâmides.

## Igreja Católica e Igreja Ortodoxa

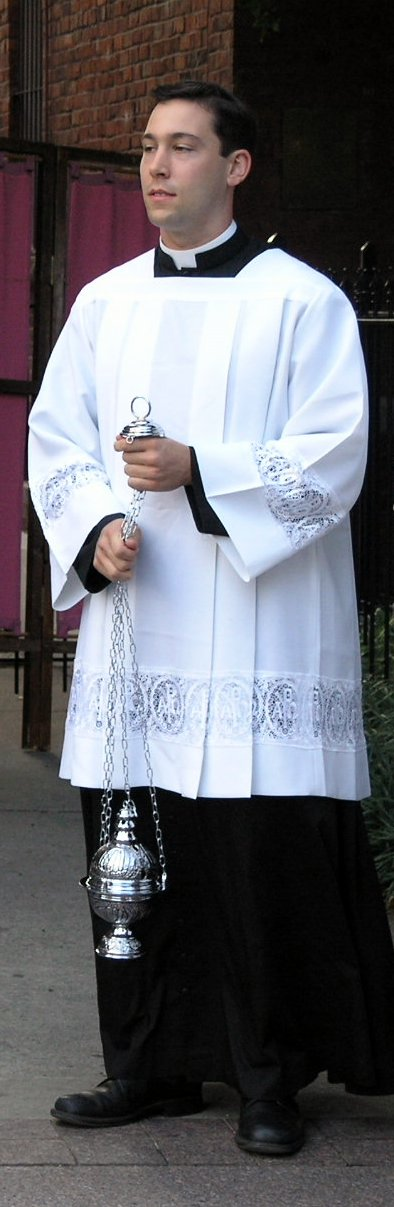
seminarista com Turíbulo

Nos rituais da Igreja Católica e da Igreja Ortodoxa o uso do incenso, assim como de tantos outros elementos que envolvem os sentidos humanos, tem embasamento em passagens bíblicas como "Apresente-se a minha oração como incenso diante de ti..." (Salmos 141:2) e "Subiu o fumo do incenso com as orações dos santos da mão do anjo diante de Deus" (Apocalipse 8:4). Dessa forma, o propósito primígeno do uso do incenso na missa é simbolizar as orações dos fiéis se elevando a Deus. Ou seja, o uso do incenso é um símbolo de oração. O ritual mosaico empregava o incenso em muitos sacrifícios, só ou com outros perfumes; havia também o altar dos perfumes em que se queimava incenso de manhã e de tarde. Os cristãos adotaram cedo o uso do incenso. Em Jerusalém, no século IV, já se empregava em todos os grandes Ofícios.
Outra passagem bíblica que remete ao incenso, se dá em Mateus 2:11, na qual o incenso foi um dos presentes dado ao menino Jesus por um dos três reis magos quando de seu nascimento: Entrando na casa, viram o menino com Maria, sua mãe, e, prostrando-se, adoraram-no; e abrindo os seus cofres, fizeram-lhe ofertas de ouro, incenso e mirra.
O recipiente em que se queima o incenso é chamado incensário ou turíbulo.

## História

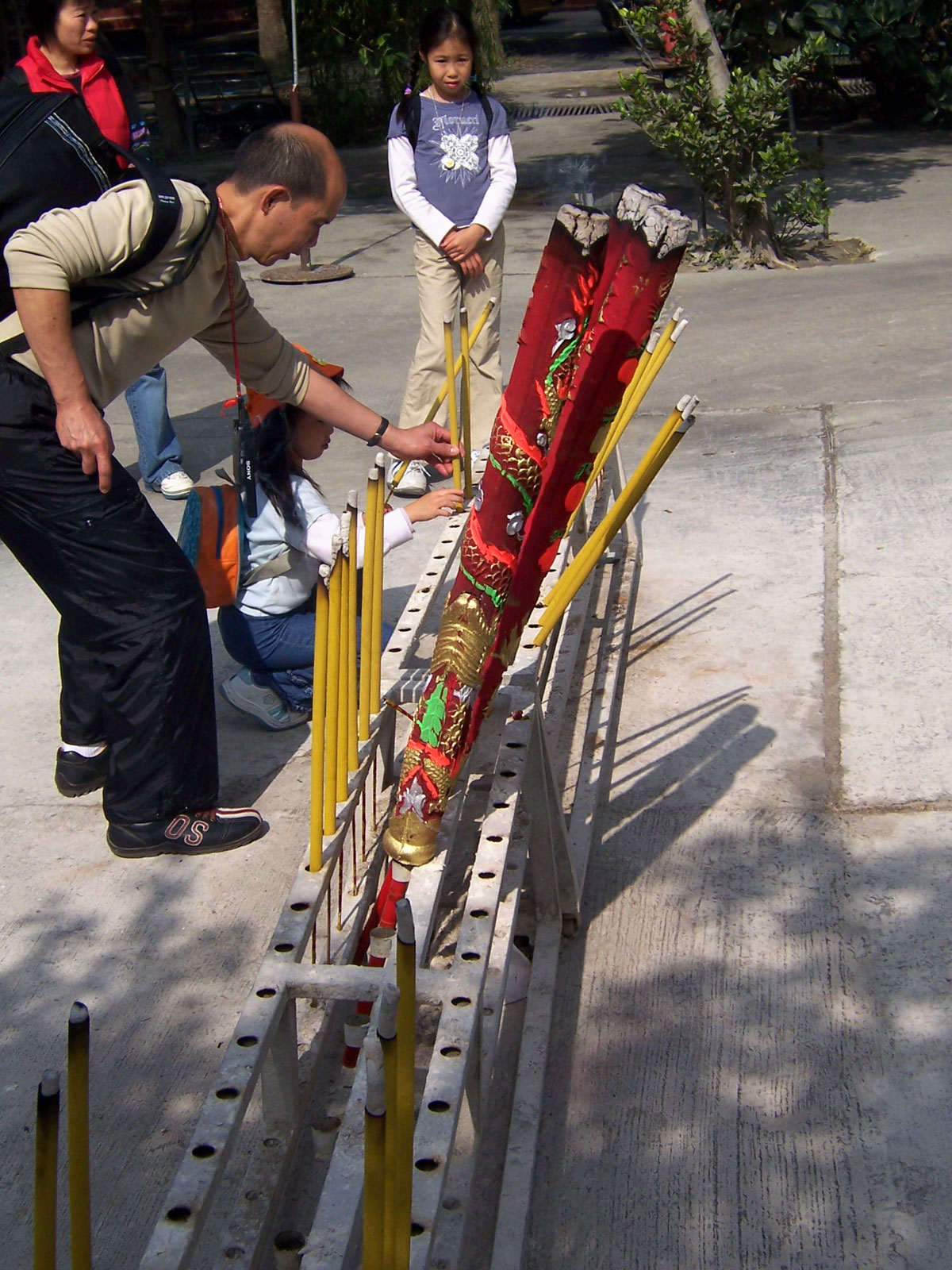
Incensos em Po Lin Monastery, Hong Kong

Incenso foi usado por culturas chinesas desde os tempos neolíticos e seu uso tornou-se mais difundido durante as dinastias Xia, Shang e Zhou. O primeiro exemplo documentado formal de utilização de incensos vem de quando usaram incenso composto de ervas e produtos vegetais (como cássia, canela, styrax, sândalo, entre outros) como um componente de ritos cerimoniais. Eventualmente, os hindus adotam o uso do incenso, adaptando a formulação para abranger raízes aromáticas e outros componentes da flora indiana. Esta é a principal razão pela qual os incensos indianos sejam considerados mais perfumados que os chineses.

### Citações
- Commons
- Wikcionário

- Coelho, Dom António (O.S.B.). Curso de Liturgia Romana. Tomo II